# Edsel Bermuda
Edsel Bermuda – samochód osobowy klasy luksusowej produkowany pod amerykańską marką Edsel w latach 1957 – 1958. 

## Historia i opis modelu

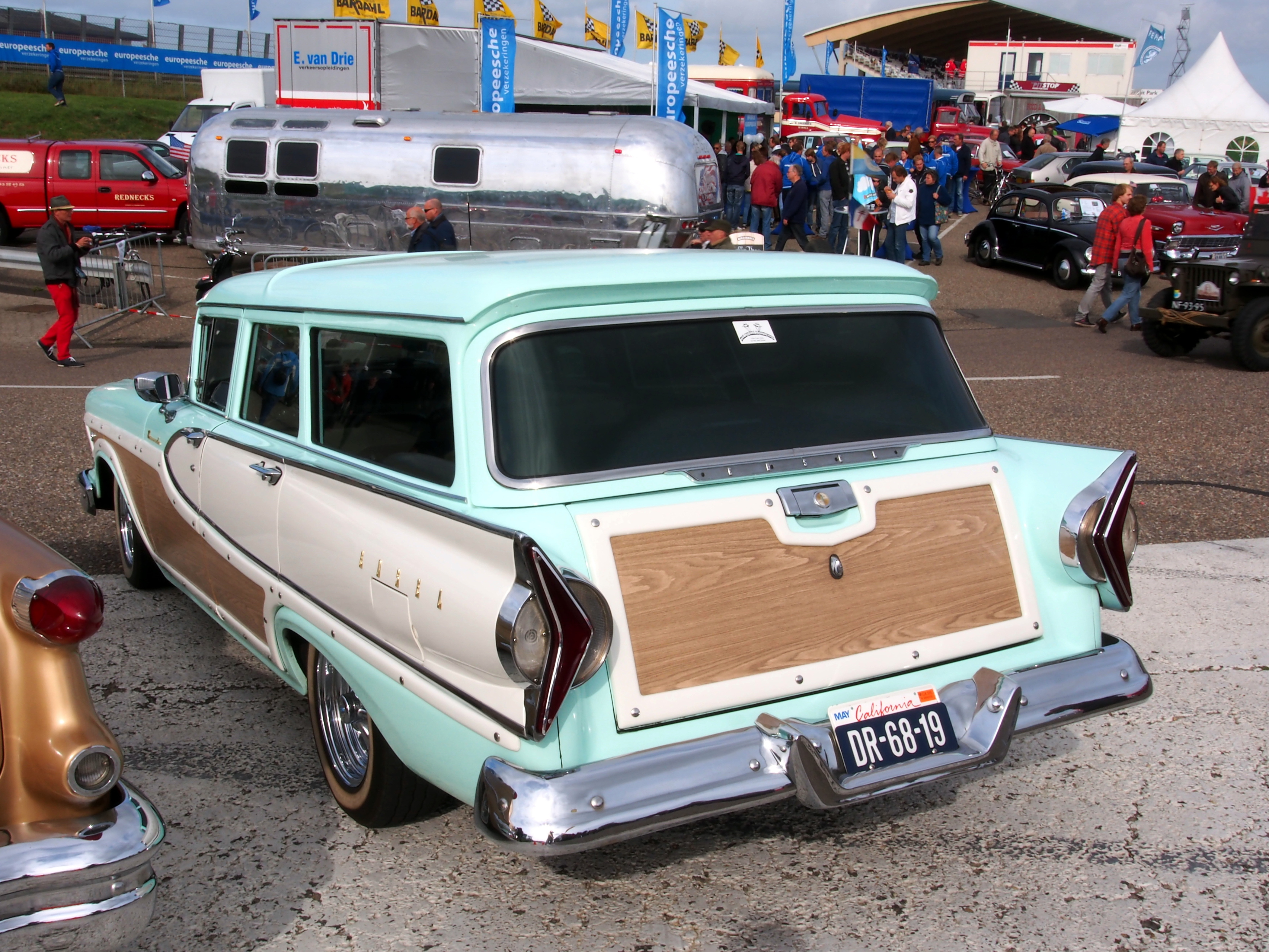
Edsel Bermuda - tył

Bermuda pojawił się w ofercie nowo powstałej marki Edsel jako pierwszy model. Pojazd dostępny był wyłącznie jako 5-drzwiowe kombi, służąc jako baza techniczna dla kolejnych konstrukcji Edsela. Ponadto, Bermudę oparto na płycie podłogowej o rozstawie osi 2946 mm stosowanej w pozostałych dużych kombi Forda. 
Do napędu użyto silnika V8 o pojemności 5,9 litra i mocy 307 KM. Napęd przenoszony był na oś tylną poprzez 3-biegową manualną skrzynię biegów.

### Silnik
- V8 5.9l

### Dane techniczne
- V8 5,9 l (5911 cm³), 2 zawory na cylinder, OHV
- Układ zasilania: 4-gardzielowy gaźnik
- Średnica × skok tłoka: 102,87 mm × 88,90 mm
- Stopień sprężania: 10,5:1
- Moc maksymalna: 304 KM (226 kW) przy 4600 obr./min
- Maksymalny moment obrotowy: 542 N•m przy 2900 obr./min

### Pozostałe
- Współczynnik oporu powietrza nadwozia: 0,65
- Promień skrętu: 6,35 m
- Przełożenie główne: 3,7:1
- Opony: 8,00 x 14